# Ahmed Yassin (calciatore)
Ahmed Ibrahim Yassin Mahmoud, noto semplicemente come Ahmed Yassin (in arabo احمد ابراهيم ياسين محمود‎?; 7 agosto 1997), è un calciatore egiziano, difensore del National Bank of Egypt e della nazionale egiziana.

## Statistiche

### Cronologia presenze e reti in nazionale
| Cronologia completa delle presenze e delle reti in nazionale ― Egitto | Cronologia completa delle presenze e delle reti in nazionale ― Egitto | Cronologia completa delle presenze e delle reti in nazionale ― Egitto | Cronologia completa delle presenze e delle reti in nazionale ― Egitto | Cronologia completa delle presenze e delle reti in nazionale ― Egitto | Cronologia completa delle presenze e delle reti in nazionale ― Egitto | Cronologia completa delle presenze e delle reti in nazionale ― Egitto | Cronologia completa delle presenze e delle reti in nazionale ― Egitto |
| Data                                                                  | Città                                                                 | In casa                                                               | Risultato                                                             | Ospiti                                                                | Competizione                                                          | Reti                                                                  | Note                                                                  |
| --------------------------------------------------------------------- | --------------------------------------------------------------------- | --------------------------------------------------------------------- | --------------------------------------------------------------------- | --------------------------------------------------------------------- | --------------------------------------------------------------------- | --------------------------------------------------------------------- | --------------------------------------------------------------------- |
| 16-11-2021                                                            | Alessandria d'Egitto                                                  | Egitto                                                                | 2 – 1                                                                 | Gabon                                                                 | Qual. Mondiali 2022                                                   | -                                                                     | 81’                                                                   |
| 7-12-2021                                                             | Al Wakrah                                                             | Algeria                                                               | 1 – 1                                                                 | Egitto                                                                | Coppa araba FIFA 2021 - 1º turno                                      | -                                                                     | 31’                                                                   |
| 11-12-2021                                                            | Al Wakrah                                                             | Egitto                                                                | 3 – 1 dts                                                             | Giordania                                                             | Coppa araba FIFA 2021 - Quarti di finale                              | -                                                                     |                                                                       |
| Totale                                                                |                                                                       | Presenze                                                              | 3                                                                     |                                                                       | Reti                                                                  | 0                                                                     |                                                                       |